# Ascidia incrassata
Ascidia incrassata är en sjöpungsart som beskrevs av Heller 1878. Ascidia incrassata ingår i släktet Ascidia och familjen Ascidiidae. Inga underarter finns listade i Catalogue of Life.